# Yellowstone (cycle des Inhibiteurs)
Pour les articles homonymes, voir Yellowstone (homonymie).
Yellowstone est une planète de fiction du cycle des Inhibiteurs d’Alastair Reynolds, situé dans le système d’Epsilon Eridani.
La colonie humaine principale de la planète est Chasm City, la Cité du Gouffre.
Cette planète apparait dans les trois premiers livres de la saga : L'Espace de la révélation, La cité du gouffre et L'Arche de la rédemption.
À partir de la fin de cette dernier tome, le système d’Epsilon Eridani est complètement “nettoyé” de ses vies intelligentes par les Inhibiteurs. Les seuls rescapés ont quitté la planète à bord du Spleen de l'Infini grâce à une opération de sauvetage conjointe des équipes de Ilia Volyova et Nevil Clavain.